# Polyconoceras alokistus
Polyconoceras alokistus är en mångfotingart som beskrevs av Carl Graf Attems 1921. Polyconoceras alokistus ingår i släktet Polyconoceras och familjen Rhinocricidae. Inga underarter finns listade i Catalogue of Life.